# Jensenobotrya lossowiana
Jensenobotrya lossowiana A.G.J. Herre – gatunek rośliny z monotypowego rodzaju Jensenobotrya w obrębie rodziny pryszczyrnicowatych (Aizoaceae F. Rudolphi). Występuje endemicznie w południowej części Afryki – w południowej Namibii. Jest to sukulent o bardzo ograniczonym zasięgu, oryginalnym pokroju, czasem uprawiany z tego powodu jako roślina ozdobna.

## Historia odkrycia i etymologia
Jensenobotrya lossowiana została po raz pierwszy znaleziona przez panią von Bodewitz w okolicy nadmorskiej miejscowości Lüderitz w Namibii. Okaz przyniosła do Emila Jensena, miłośnika sukulentów, który z kolei w kwietniu 1951 roku wysłał materiał typu do niemieckiego botanika Adolara Gottlieba Juliusa Herre, kuratora ogrodu botanicznego Uniwersytetu w Stellenbosch. Herre zdecydował, że z powodu swojej wyjątkowości takson powinien być umieszczony w odrębnym rodzaju. Nazwa rodzaju Jensenobotrya, dosłownie oznaczająca „winogrona Jensena”, nadana została na cześć Emila Jensena. Człon „botrys” pochodzi z języka greckiego i oznacza „pęczek, winogrono”. Odnosi się do długich gałęzi opatrzonych liśćmi o prawie kulistym kształcie. Epitet gatunkowy „lossowiana” honoruje doktora Ottona von Lossow – lekarza, przyrodnika z Lüderitz, który był przyjacielem Herre i dokumentował florę regionu.

## Zasięg geograficzny
Roślina rośnie endemicznie w południowo-zachodniej Afryce – w południowej Namibii. Występuje na przylądku Dolphin Head około 110 km na północ od Lüderitz oraz w jego bezpośrednim sąsiedztwie. W 1974 roku Willy Geiss i E.R. Robinson, botanicy badający pustynię Namib, odkryli również te rośliny przy zatoce Spencer Bay i Arkona – około 15 km na północ od Dolphin Head. Przylądek Dolphin Head jest niską, izolowaną górą piaskowcową o wysokości około 200 m n.p.m. Wybrzeże obmywane jest przez zimny Prąd Benguelski. Od strony lądu otoczony jest masywnymi wydmami pustyni Namib. Regularnie występuje tam gęsta mgła, która jest główną postacią opadów w tym rejonie. Największe i najlepiej rozwinięte rośliny tego gatunku znajdują się na południowej i południowo-wschodniej części przylądka Dolphin Head, gdzie gatunek ten miejscami dominuje.

## Morfologia

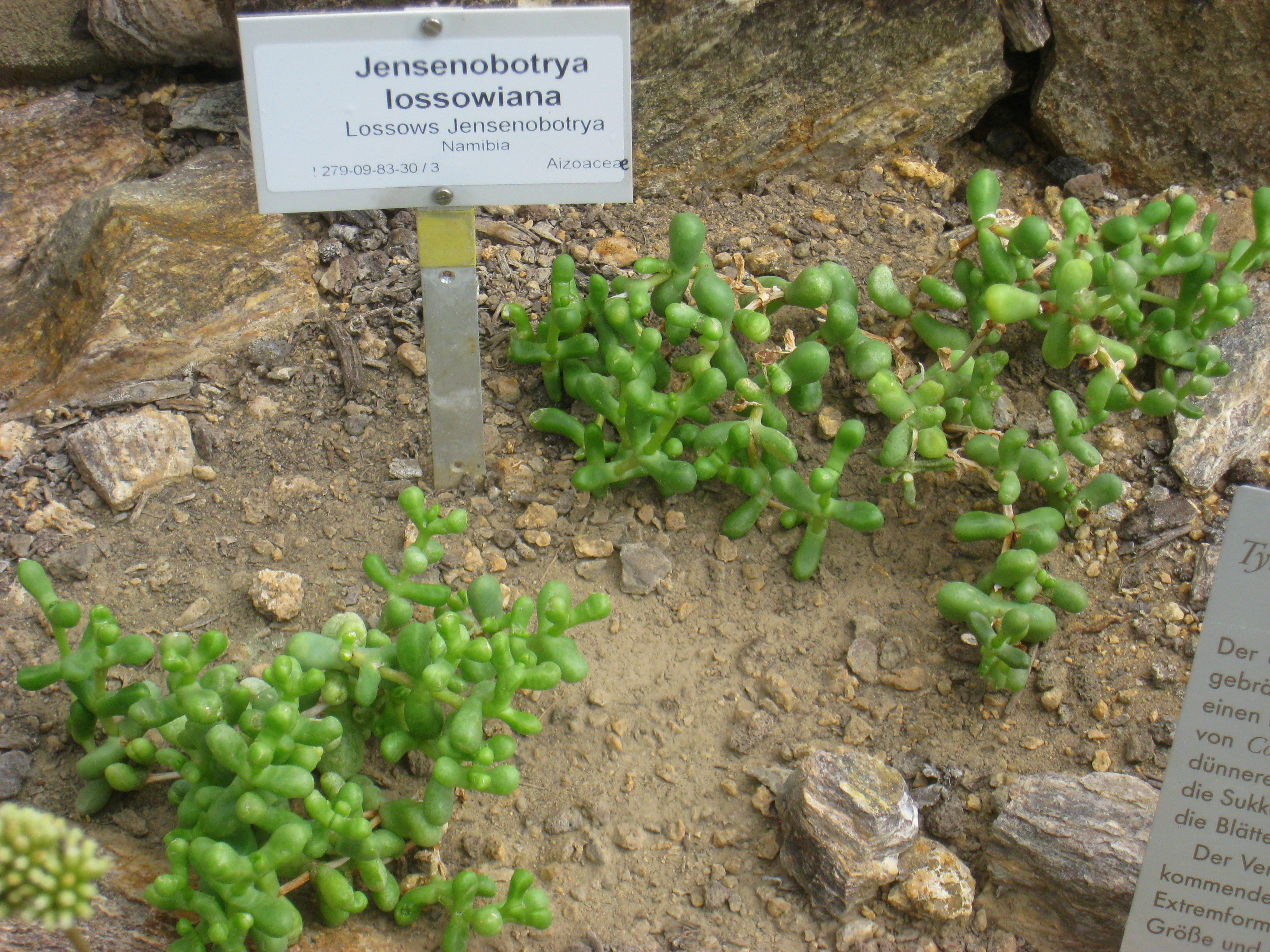
Okaz w Berlińskim Ogrodzie Botanicznym

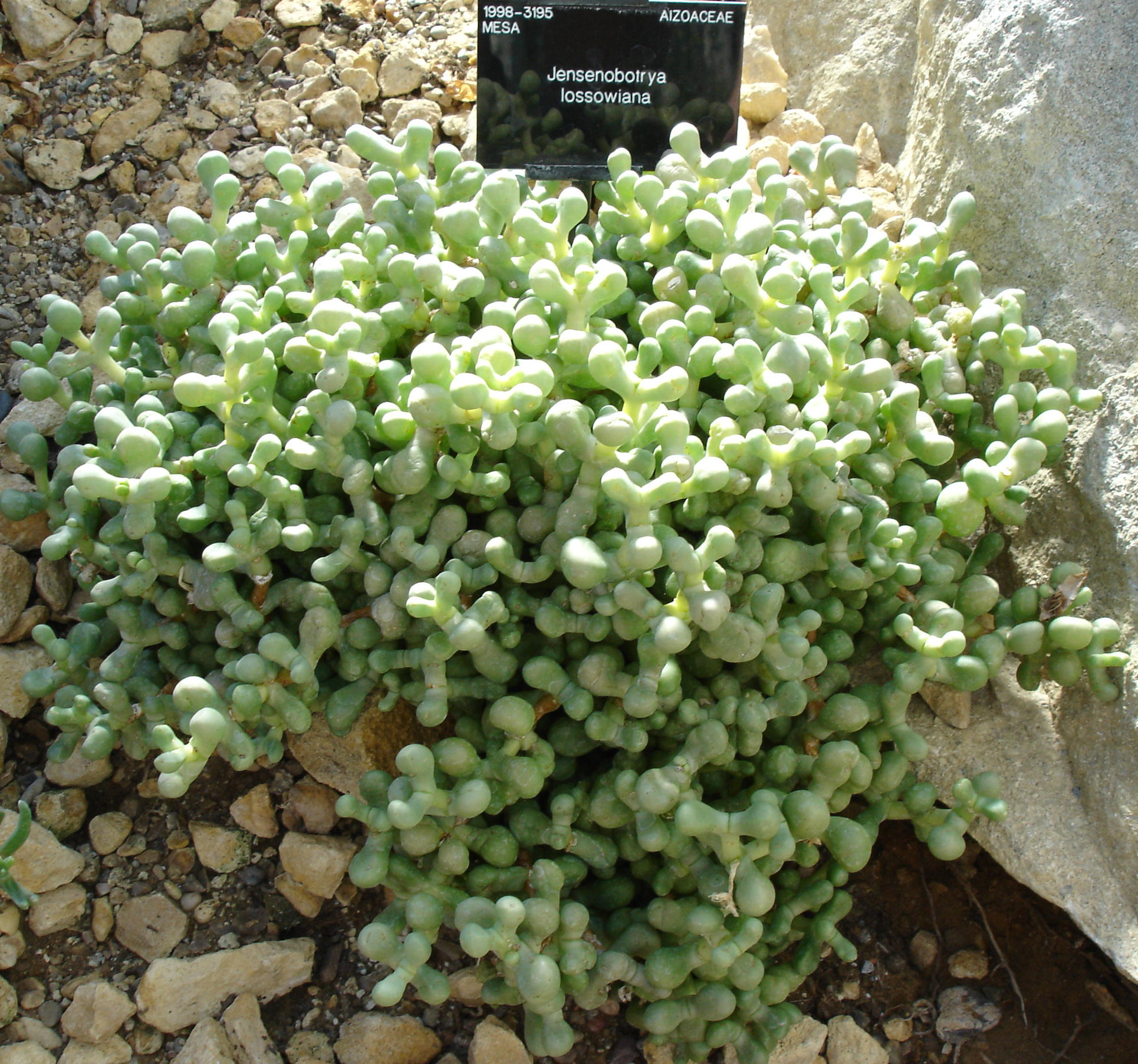
Okaz w Kew Gardens

PokrójBylina gruboszowata ze zdrewniałą łodygą, płożąc się tworzy kępy o średnicy 40–100 cm. Pędy są kruche, wyprostowane lub zwisające, osiągające do 0,25 m wysokości. Kora ma barwę od ciemnobrązowej do czarniawej, łuszczy się i jest wzdłużnie popękana. Starsze gałęzie są gołe do dwóch trzecich ich długości i mogą dorastać do 70 mm długości. Młode gałęzie mają gąbczaste międzywęźla osiągające 5-10 mm długości i 5 mm średnicy, początkowo mają brązowawą barwę, często przyczepione są do nich stare, opadnięte liście. Korzenie są włókniste.
LiścieNaprzeciwległe, zrastające się u nasady, gruboszowate. Mają kształt kija golfowego lub są prawie kuliste. Mierzą 20–30 mm długości oraz 5–7 mm szerokości przy podstawie i 12–15 mm szerokości przy wierzchołku. Są gładkie. Mają barwę od szarozielonej do różowej lub fioletowozielonej. Na wierzchołku są tępe z niewyraźnym grzbietem. Aparaty szparkowe nie są zapadnięte jak w wielu roślin pustynnych. Górna część starszych liści często jest pokryta czarnymi grzybami.
KwiatyPojedyncze, rozwijają się na szczytach pędów. Mierzą 20–25 mm średnicy. Osadzone są na szypułkach o długości około 10 mm. Czerwonawe pąki otwierają się w ciągu dnia. Kwiaty mają 5 działek kielicha o długości 4–5 mm, czerwonofioletową barwę, są tępe na wierzchołku, wewnątrz są cienkie i przezroczyste. Płatków jest 40–60, ułożone są w dwóch okółkach, mierzą 10–12 mm długości i 2 mm szerokości, mają białą lub bladoróżową barwę. Pręciki są liczne (od 170 do 250), mają 3–4 mm długości i białą lub żółtą barwę, rosną w rozproszeniu. Prątniczki są nieobecne. Zalążnia jest płaska lub wklęsła na górze, w pierścieniu na brzegach znajdują się ciemnozielone miodniki. W środku górnej części zalążni rośnie 5 wzniesionych znamion o szydłowatym kształcie.
OwoceTorebki z pięcioma komorami, nie mają osłon, ani zamknięcia. Dorastają do długości 10–12 mm średnicy. Mają kształt lejkowaty – są płaskie na górze. Komory otwierają się, gdy napęcznieją od wilgoci (higrochazja). Torebki są miękkie i szybko się rozpadają. Nasiona mają czerwonawobrązową barwę, mierzą 0,5 mm długości i 0,8–1 mm szerokości. Mają owalny, prawie kulisty kształt i są pokryte drobnymi zaokrąglonymi brodawkami.

## Systematyka
Gatunek rośliny z monotypowego rodzaju Jensenobotrya. Należy do rodziny pryszczyrnicowatych (Aizoaceae), rzędu goździkowców (Caryophyllales) w obrębie dwuliściennych właściwych. W obrębie goździkowatych należy do podrodziny Ruschioideae, plemienia Ruschiae. Jest ściśle związany z rodzajem Delosperma, od którego różni się głównie torebkami.

## Biologia i ekologia
Rośnie naturalnie na wybrzeżu. Dominującą formacją tego obszaru jest piaskowiec kwarcytowy. Skały, na których rośnie są kruche, a rośliny rosną na trudno dostępnych urwiskach, rozrastają się wśród fragmentów piaskowca kwarcytowego, w szczelinach, na półkach skalnych oraz piaszczystych stokach. Występuje na wysokości od 15 do 200 m n.p.m. (według innych źródeł na wysokości od 20 do 100 m n.p.m.). Gałęzie często pokryte porostami. Liście pozostają zwykle jędrne z powodu regularnej mgły. W obszarze występowania gatunku deszcz występuje głównie w okresie zimowym (cyklonowe zimne fronty), a średnia roczna suma opadów waha się pomiędzy 15 a 20 mm. Jest chłodno przez cały rok, z wyjątkiem przypadku wystąpienia wiatrów znad lądu, kiedy to temperatura może wzrosnąć powyżej 40°C. Rośliny mają tendencję do słabego kwitnienia o każdej porze roku, bardziej obfitego w czasie wiosny. 
Roślina uważana za długowieczną. A.G.J. Herre, który nazwał roślinę w 1951 roku, szacował, że mogą one osiągnąć wiek co najmniej 200 lat. Willy Guess sfotografował rośliny w 1974 i ponownie w 2007 roku, przy czym stwierdził, że niewiele się zmieniły. Uznał, że jeśli tak mała zmiana nastąpiła w ciągu 30 lat, można wnioskować, że starsze rośliny mają znacznie więcej niż 200 lat. 
Liście gatunku często opatrzone są czarniawymi oznaczeniami powodowanymi przez grzyby, które czasem można znaleźć na liściach innych pryszczyrnicowatych, takich jak Namaquanthus vanheerdei występujący w północnej części Namaqualand. Roślinność towarzysząca gatunkowi Jensenobotrya lossowiana na przylądku Dolphin Head jest bardzo skąpa i najczęściej ogranicza się do takich gatunków jak Drosanthemum luederitzii, Lycium decumbens, Tylecodon schaeferi, Pelargonium cortusifolium, Pteronia spinulifera czy Tetragonia decumbens.

## Zastosowanie
Gatunek ma zastosowanie jako roślina ozdobna, jednak jest trudny w uprawie. 

## Uprawa
Jensenobotrya lossowiana łatwo się rozmnaża przez sadzonki posadzone w piasku. Można to zrobić o dowolnej porze roku, jednak najlepiej wiosną lub latem. Sadzonki można potraktować środkiem grzybobójczym. Podłoże musi mieć zapewnione wystarczający drenaż, gdyż rośliny są podatne na gnicie korzeni. Zakorzenienie zajmuje niewiele czasu i młode rośliny mogą być szybko przeniesione do nowego miejsca. Roślina bardzo łatwo rozmnaża się też przez nasiona. Kiełkują w ciągu 7–14 dni w temperaturze 21°C. 
Roślina uprawiana jest zwykle w pojemniku lub – w suchym klimacie – na stromych stokach w półcieniu lub na pełnym nasłonecznieniu. Wzrost trwa cały rok, więc należy delikatnie podlewać o każdej porze roku z powodu jej uzależnienia od częstej mgły w środowisku naturalnym. Najlepiej rośnie w podłożu żwirowym. Roślina jest bardzo delikatna, przez co łatwo ją uszkodzić. Rośnie powoli, w pojemniku przybierając pokrój zwisający. Można wspomagać wzrost za pomocą łagodnego nawozu organicznego. Jensenobotrya lossowiana nie jest mrozoodporna – wymaga minimalnej temperatury 5°C. 

## Ochrona
Jensenobotrya lossowiana jest skutecznie chroniona dzięki bardzo odizolowanym miejscom występowania – od wschodu są one jest ograniczone wysokimi wydmami, a na zachodzie przez Ocean Atlantycki. Nie występują tam duże zwierzęta roślinożerne, ale rośliny są bardzo delikatne i łatwo ulegają uszkodzeniu. W Czerwonej księdze gatunków zagrożonych takson został zaliczony do kategorii VU – gatunków narażonych na wyginięcie. Gatunek ten znany jest z 4–5 subpopulacji. Zasięg gatunku jest mniejszy niż 500 km², a powierzchnia stanowisk nie przekracza 2 km². Liczebność populacji szacuje się na mniej niż 1000 okazów, lecz obecnie ma tendencję stabilną. Głównym zagrożeniem dla tego gatunku jest jego zbieranie na stanowiskach naturalnych. Obszar ten jest bardzo odizolowany, jednak niedawno otworzył się na turystykę. Zwiększone wykorzystanie terenu jest potencjalnym zagrożeniem dla tego gatunku.